# Enrique Bermúdez Varela
Enrique Bermúdez Varela (León, 11 de diciembre de 1932 - Managua, 16 de febrero de 1991) fue un militar nicaragüense que fundó y lideró el principal grupo de la Contra, la Fuerza Democrática Nicaragüense (FDN, que en 1985 se cambió a Resistencia Nicaragüense, RN), opuesto al gobierno del Frente Sandinista de Liberación Nacional (FSLN) en la guerra civil que asoló al país entre 1980 y 1990. Se lo conoció por su nombre de guerra Comandante 3-80. Murió asesinado por desconocidos en la capital Managua.

## Biografía
Bermúdez Varela nació en León, el 11 de diciembre de 1932, hijo de un ingeniero mecánico y de una empleada doméstica. Después de graduarse en la Academia Militar (en la que fue el cadete No. 3-80) en 1952 ingresó en el cuerpo de ingenieros de la Guardia Nacional (GN) en la que alcanzó el grado de coronel siendo Presidente de Nicaragua el general de división Anastasio Somoza Debayle y sirvió como agregado militar en la Embajada de Nicaragua en Estados Unidos hasta el triunfo de la Revolución Sandinista el 19 de julio de 1979.
Inmediatamente el coronel Bermúdez decidió armar a la oposición contra el nuevo gobierno (que lideraba la Junta de Gobierno de Reconstrucción Nacional, JGRN) siendo uno de los más influyentes líderes de la oposición armada a los sandinistas. Con Ricardo Lau fundó la Legión 15 de septiembre. En 1981 regresó a Tegucigalpa, Honduras, desde Miami, EE. UU. Se convirtió en comandante de la FDN.

## Papel en la Guerra Fría
La guerra de la Contra el FSLN fue uno de los más contendentes y prominentes conflictos de la Guerra Fría, con el apoyo del Presidente de los Estados Unidos Ronald Reagan contra el Ejército Popular Sandinista (EPS) que era apoyado por la Unión Soviética, Cuba, la República Democrática Alemana y los países del Bloque del Este. Según la Doctrina Reagan América Central era un campo de batalla junto con otras regiones del mundo, por lo que el gobierno estadounidense proporcionó armas y asesoría a los contras instalados en Honduras.

## Críticas
Hay críticas a Bermúdez como líder militar y político. Sus partidarios aseguran que daba estabilidad a las facciones rebeldes, pues la FDN estaba por encima de otros grupos de la Contra. Sus críticos dicen que cargaba la dirección estratégica para los campamentos de la FDN y que la Contra estaba compuesta por exmiembros de la GN aunque en esta había miles de campesinos. Finalmente trasladó el liderazgo político de la Contra a Miami.     
Otra de las críticas es que fue una de las figuras que estuvo envuelto en el tráfico de cocaína y otras drogas. Gary Webb, experiodista del San Jose Mercury News, afirmó que Bermúdez y Norwin Meneses Cantarero estuvieron involucrados en eso por lo que Cantarero fue condenado a 10 años de cárcel por narcotráfico junto con Óscar Danilo Blandón. Webb se basó en los testimonios de Blandón y Meneses.

## Relaciones con Estados Unidos
Bermúdez tenía la llave de líder militar tras la guerra. Tenía su contacto con la administración Reagan, Adolfo Calero, quien influía en el Congreso de Estados Unidos para votar la ayuda a la Contra, pero el sentimiento predominante en el Congreso era que la ayuda continua a los rebeldes era para establecer un gobierno democrático y no comunista en Nicaragua. 

## Autobiografía
En el verano de 1988 Bermúdez publicó en la revista Policy Review su autobiografía The Contras´ Valley Forge: How I View the Nicaraguan Crisis en la cual habla de su vida militar y la guerra civil. En el artículo criticó al gobierno que presidía Daniel Ortega y los sandinistas por sus alianzas con el bloque comunista y atropellos del gobierno sandinista en contra de la población campesina e indígena de Nicaragua que buscaba instaurar un régimen totalitario comunista carente de libertad y derechos para los ciudadanos; también criticó la política de EE. UU., sobre todo a ciertos demócratas, como el presidente de la Cámara de Representantes Jim Wright que apoyaba a los sandinistas. El artículo fue autorizado por su autor Michael Johns, que entrevistó a Bermúdez por varios días en Tegucigalpa en mayo y junio de 1988.

## Asesinato

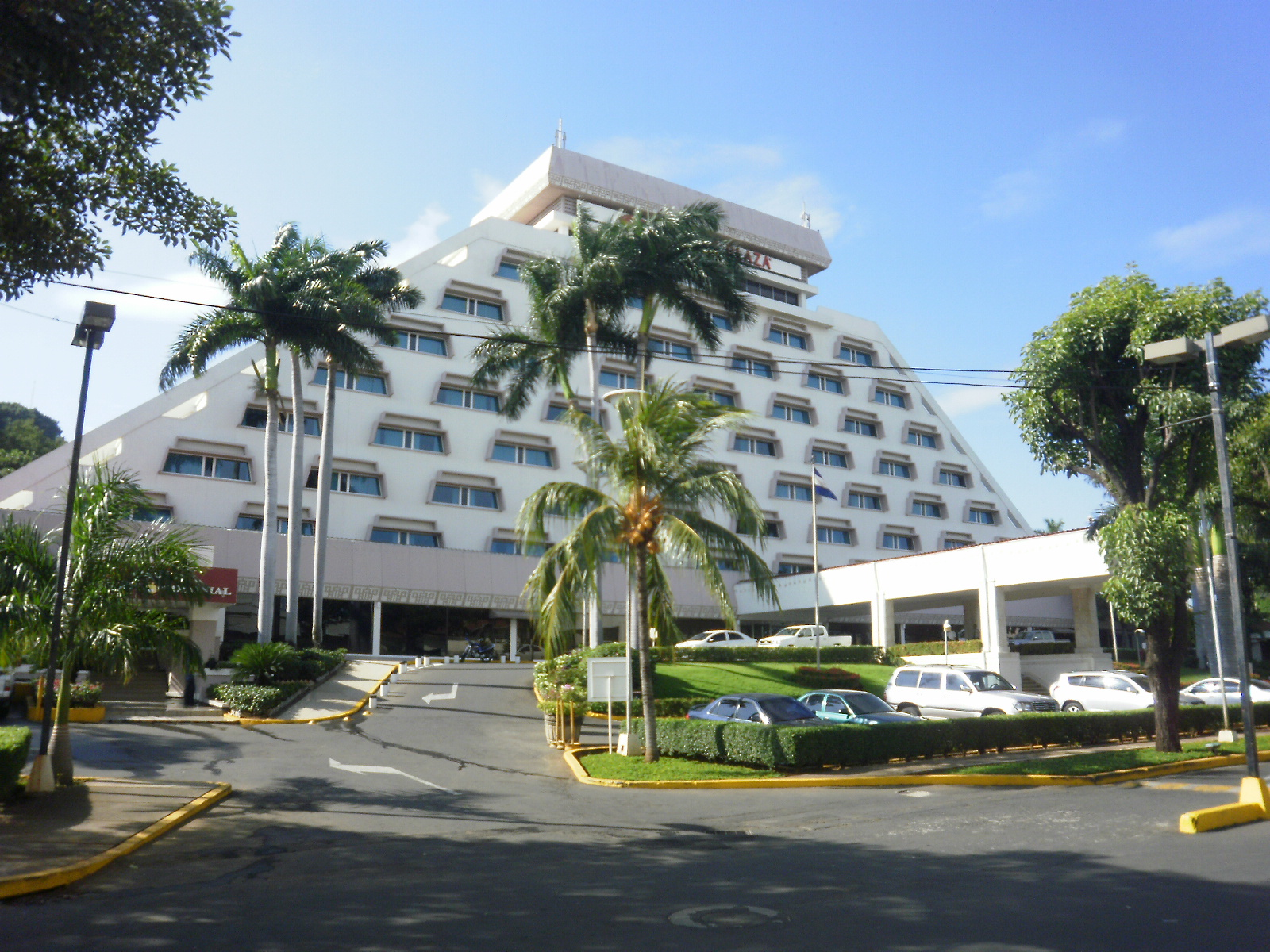
Hotel Crowne Plaza en Managua, Nicaragua.

Tras la derrota de Ortega en las elecciones del 25 de febrero de 1990, que ganó Violeta Chamorro, regresó a Nicaragua asesinado la noche del 16 de febrero de 1991 en el parqueo del Hotel Intercontinental Managua, actual Hotel Crowne Plaza Managua, al salir del lugar donde veía un show. Fue sepultado en Miami. En 1994 su hija Claudia Bermúdez, dijo al The Miami Herald:
“Muchas personas se beneficiaron del asesinato de mi padre. Los sandinistas, el gobierno Chamorro y los Estados Unidos. Mi padre murió con algo de información”.
Le sobreviven sus familiares que viven en Miami y su nombre de guerra sirvió para nombrar a un barrio managüense, el 3-80, formado por los desmovilizados de la Resistencia Nicaragüense.